# Karamojapithecus
 Karamojapithecus  ist eine ausgestorbene Gattung der Primaten, die vor rund 20 Millionen Jahren – während des frühen Miozäns – in Uganda vorkam. Die Gattung und ihre Typusart, Karamojapithecus akisimia, wurden erstmals 2010 wissenschaftlich beschrieben.

## Namensgebung
Karamojapithecus ist ein Kunstwort. Die Bezeichnung der Gattung verweist auf den Fundort des Holotypus, der in der nordost-ugandischen Region Karamoja geborgen wurde, und verbindet dies mit dem griechischen Wort „πίθηκος“, altgriechisch gesprochen píthēkos, „Affe“. Das Epitheton der Typusart, akisimia, verweist ebenfalls auf den Fundort, in dessen Nähe der Vulkanschlots Akisim aufragt; das Suffix -ia wurde angefügt, damit der Artname auf -simia endet (lateinisch simia = „Affe“.) Karamojapithecus akisimia ist die bislang einzige beschriebene Art der Gattung.

## Funde
Holotypus von Gattung und Typusart ist laut Erstbeschreibung ein jugendlicher rechter Molar M2 ohne Abriebspuren aus der Fundstätte Napak XV (Sammlungsnummer NAP XV 101’08), Geodaten: 02°06’47.3”N : 34°11’11.0”E. Als Paratypen wurden 14 einzelne Zähne – teils jugendlich, teils abgenutzt – benannt, die ebenfalls in der Fundstelle Napak XV zutage traten, und zwar aus einer Fundschicht, die biostratigraphisch auf ein Alter von 20 bis 19 Jahren datiert wurde. Aus den Merkmalen der Zähne wurde gefolgert, dass die Tiere der Gruppe der Menschenartigen zuzurechnen sind und eine gewisse Nähe zur Gattung Iriripithecus aufweisen. In einer 2021 publizierten Studie wurden weitere einzelne Zähne der Art zugerechnet, ferner als aussagekräftigster Fund das Fragment eines linken Unterkiefers mit erhaltem Prämolar P4 und den Molaren M1 und M2.
Die Größe der Zähne entspricht laut Erstbeschreibung annähernd denen eines Kappengibbons, der rund 5 bis 6 Kilogramm wiegt und 50 bis 60 Zentimeter groß wird.

## Belege
1. ↑  Martin Pickford, Sarah Musalizi, Brigitte Senut et al.: Small apes from the Early Miocene of Napak, Uganda. In: Geo-Pal Uganda, Band 3, 2010, S. 80–87; ISSN 2076-5746.
2. ↑  Martin Pickford, Brigitte Senut et al.: Revision of the smaller-bodied anthropoids from Napak, early Miocene, Uganda: 2011–2020 collections. In: Münchner Geowissenschaftliche Abhandlungen. Band 51, 2021, S. 56–62, ISBN 978-3-89937-267-0. ISSN 0177-0950.
3. ↑  Kappengibbon auf der Website der Zoo Zürich AG.